# 大橋てつじ
大橋 てつじ（おおはし てつじ、1972年6月7日 - ）は、東京都出身（港区六本木）の俳優・モデル。身長173cm、体重61kg。特技は水泳（全日本ライフセービング選手権大会 ビーチフラッグス4位）。HEADS CORPORATION（ヘッズコーポレーション）所属

## プロフィール
出生地は福島県郡山市。しかし生後数か月で東京に引っ越したため、公式プロフィールでは出身地を「東京」としている。拓殖大学在学中から俳優を始め、伊藤正次演劇研究所にて演劇を学ぶ。卒業と同時にケイダッシュに所属。その後アミーパーク・ひまりり舎を経て現在の事務所所属となる。現在は、舞台・テレビドラマのみならずモデル業でも活動中。

## 出演

### テレビドラマ
- 1997年
  - TBS「ベストパートナー」レギュラー出演
  - フジテレビ「ナースな探偵1・2」

- 1998年
  - フジテレビ「ブラザーズ」
  - 「美少女H・2」
  - 「凍りつく夏」レギュラー出演

- 1999年
  - テレビ朝日「ベストフレンド」

- 2000年
  - フジテレビ「鉄甲機ミカヅキ」

- 2001年
  - 日本テレビ「本家のヨメ」
  - TBS「ナンバーワン」

- 2002年
  - テレビ東京「狂った計算」

- 2003年
  - TBS「ラブ・ジャック」

- 2005年
  - テレビ朝日・土曜ワイド劇場「牟田刑事官事件ファイル32」吉岡紘一 役
  - テレビ朝日・土曜ワイド劇場「交渉人」
  - テレビ東京・水曜ミステリー9「密会の宿4」松田俊一 役
  - フジテレビ月9「スローダンス」3話・4話

- 2006年
  - テレビ東京「警察署長・たそがれ正治郎②」 大辻雅夫 役
  - テレビ東京「心霊探偵 八雲」1話〜4話ゲスト 村瀬伸一 役
  - BS-i「救急救命室」第8話2人ぼっち 日向ぼっこ 田中和幸 役** WEBドラマ医療系ネットドラマ「ため息は辛い時、呼吸は幸せな時」

- 2008年
  - テレビ朝日・土曜ワイド劇場「横浜海上警察」レギュラー吉沢 役
  - テレビ朝日・土曜ワイド劇場「変装捜査官・麻生ゆき 3」
  - 「だめんず・うぉ〜か〜」第4話 沢田彰宏 役

- 2007年
  - テレビ東京「銀座高級クラブママ青山みゆき②」 工藤 役
  - NHK大河ドラマ「風林火山」
  - ABC「なんこめ満腹物語」

- - フジテレビ「ウチくる!?」
  - フジテレビ「事件記者〜警視庁記者クラブ」
  - TBS「緑川警部シリーズ 刑事vs86人の容疑者」 矢部公一 役
  - フジテレビ「リアルクローズ」
  - フジテレビ・金曜エンターテイメント「ひみつな奥さん3」 伊藤シンヤ 役
  - WOWOW連続ドラマW「PANDORA」
  - テレビ東京・水曜ミステリー9「女かけこみ寺 刑事・大石水穂」

- 2009年
  - フジテレビ「外科医 鳩村周五郎 血ぬられた挑戦状II」磯崎雅夫 役
  - フジテレビ裁判員制度ミニドラマ「テノヒラノナカ」弁護士 役
  - TBSぴったんこカンカン3時間スペシャル「ぴったんこバスジャック事件」
  - テレビ東京・ドラマ24「嬢王 Virgin」酒井 役
  - フジテレビ「リアルクローズ」3話
  - テレビ朝日「相棒シーズン8」9話 山部勇 役

- 2012年
  - フジテレビ「世にも奇妙な物語」2012年春の特別編
  - テレビ朝日「遺留捜査」6話 里中健二 役

- 2013年
  - テレビ東京・水曜ミステリー9「嘘の証明2 犯罪心理分析官・梶原圭子」富永勝 役

- 2014年
  - NHK BSプレミアム「大岡越前」最終話 金森半九郎 役
  - BS11「港古志郎警視III」2話　蛭田勘太役

- 2016年　
  - TBS「悪党たちは千里を走る」3話　後藤弁護士役

- 2017年
  - おかしな弁護士 - 横内刑事

### 映画
- 1998年
  - 「てなもんや商社」本木克英監督

- 2002年
  - 「ホームスイートホーム」栗山富夫監督

- 2004年
  - 「この世の外へ　クラブ進駐軍」阪本順治監督

- 2005年
  - 「イン ザ プール」三木聡監督

- 2007年
  - 「STAY」古田亘監督
  - 「荒くれKNIGTH」廣田幹夫監督
  - 「テレビばかり見ていると馬鹿になる」亀井亨監督

- 2008年
  - 「千里眼」シリーズ10周年記念作品　松岡圭祐監督
  - 「真木栗ノ穴」深川栄洋監督

### 舞台
- 1999年
  - カウントダウンショーinお台場

- 2000年
  - 世界劇「眠り王」 演出 なかにし礼

- 2002年
  - 「平家物語 2002」主演・演出 畑圭之助
  - 「チキンスープ」プロデュース・演出　麻丘めぐみ
  - 世界劇「眠り王」 演出 なかにし礼

- 2003年
  - 「サンドバックドリーム」 演出 平城こうせい
  - 「ジャンプ・赤井英和物語」演出 佐々木智弘

- 2004年
  - 「himself」演出 グレッグデール
  - 「暗い日曜日」演出 松本健
  - 「新・近松心中物語」演出 蜷川幸雄

- 2005年
  - 「男の花道」演出 田中林輔
  - 「天保十二年のシェイクスピア」演出 蜷川幸雄
  - 「新・近松心中物語」演出 蜷川幸雄

- 2006年
  - 「魔界転生」演出 G2

- 2008年
  - 「サンシャインボーイズ」演出 福田陽一郎
  - 「IZO」劇団☆新感線 演出 いのうえひでのり

- 2009年
  - 「丹波屋喧嘩物語」演出 是枝正彦
  - 「毛皮のマリー」演出・主演・美術 美輪明宏 （ル・テアトル銀座〜全国公演）

- 2010年
  - 「真・妖怪大作戦！〜これからの僕らの生きる道〜」演出 原田温司
  - 「歓喜の歌」演出 是枝正彦 前進座劇場
  - 「葵上・卒塔婆小町」演出・主演・美術 美輪明宏 （ル・テアトル銀座〜全国公演）

- 2011年
  - 「愛の讃歌」演出・主演 美輪明宏 （ル・テアトル銀座〜全国公演）

- 2014年
  - 朗読の会「はしばしのみず」演出　松橋登
  - 「暗転セクロスw」演出　岡本貴也

- 2015年
  - 「五右衛門烈風伝〜百万両の金魚」演出　中尾知代

### Vシネマ
- 2000年
  - 「特攻会社員」 門奈克雄監督

- 2001年
  - 「特攻会社員2」 門奈克雄監督

- 2008年
  - 「俺たちに明日はない」松生秀二監督
  - 「新・鯨道」 旭正嗣監督
  - 「千年の松」 高瀬将嗣監督

- 2009年
  - 「ザ・ボディガード」金澤克次監督
  - 「花と嵐とギャング」金澤克次監督

- 2011年
  - 「交渉人」堂本零時 宝来忠昭監督

### CM
- 1997年 サンヨーエアコン「快援隊」
- 2000年 トヨタカーナビ「モネット」
- 2002年 三重県観光連盟 PR-CM
- 2006年 ホソカワミクロン「ナノインパクト」
- 2009年 - 2010年 東京甲子社「コロスキン」
- 2012年 - 2013年 株式会社DSC「法律の窓口」OA中
- 2013年 NEC「インフラで未来をささえる。光海底ケーブル編」OA中
- 2014年 KFC「キティーちゃんとお正月編」
- 2014年 すき家「家族の春休み編」
- 2014年　サムスン「GALAXY S5 Active」
- 2015年 アサヒ「ニッカ　竹鶴ハイボール」
- 2016年 イトーヨーカドー「セブンプレミアム 超・形態安定シャツ」

### スチール・書籍・その他
- ダイエー浴衣
- ゴルフダイジェストオンライン
- イオン
- ティップネス
- ヤマダ電機　Every Pad
- パナソニック「Strada　美優Navi」
- ファイザー製薬
- 三菱電機　オーロラビジョン
- GEORGIA
- メガネスーパー
- 田辺三菱製薬
- しまむら

- GOOD PRESS（徳間書店）
- GETTAMAN・男やせ術（日本文芸社）

- 2013年　第43回東京モーターショー2013 HONDAブース　MC
- 2014年　ジャパンキャンピングカーショー2014 HONDAブース　MC
- 2015年　CP+ 2015 CANONブース　MC
- 2016年　CP+ 2016 CANONブース　MC